# チェチョプグク
チェチョプグク（朝: 재첩국）は朝鮮料理におけるグク（スープ）の一種。淡水貝のシジミを材料とする。韓国南東部慶尚道地方の郷土料理である。シジミは洛東江下流の金海、鳴旨、厳弓、下端地域周辺の川や釜山の水営川近く、蟾津江付近で採取される。チェチョプグクはシジミ、6-7センチに切ったニラ、ネギ、ニンニクのみじん切りを入れて煮て作る。塩で味付けをしてすっきりした味わいに仕上げる。韓国の食堂においては人気の一品である。チェチョプグクをパッケージに入れて商品化したのも購入可能である。

## 参照
- Koo Chun-sur (2002年). “Jaecheopguk: Asian Clam Soup” (英語).   Koreana / The Korea Foundation. 2007年7月16日時点のオリジナルよりアーカイブ。2008年5月26日閲覧。